# John Finley
Pour les articles homonymes, voir Finley.
John Finley, né le 7 juillet 1748 à Shippensburg et mort le 10 avril 1837 à Upper Blue Licks, Kentucky (en), est un explorateur américain. 
Premier homme blanc à avoir exploré le Kentucky, il est célèbre pour être le compagnon de Daniel Boone dans leur expédition pionnière dont le but était d'établir un commerce avec les Indiens d'Amérique. 

## Biographie
Fils de George et Martha Finley, ses grands-parents étaient des émigrés irlandais arrivés à Philadelphie en septembre 1734. Engagé très jeune dans des expéditions de trappeurs français autour des Grands lacs, il fait une première exploration du Kentucky avant de retourner en Caroline du Nord. Durant deux années, il tente de convaincre Daniel Boone de revenir avec lui pour explorer davantage le Kentucky. Enfin, il participe ainsi dès 1767 aux expéditions de Daniel Boone dans le Kentucky. Il joint en juillet 1773 une nouvelle expédition dans le Kentucky dirigée par son parent William Thompson.
En 1773, il est nommé major puis devient judge-advocate (en) des Territoires du Nord-Ouest en 1792. En 1796, il s'installe dans le Kentucky avec sa famille pour y diriger une importante ferme. Il a épouse Hannah Duncan dont il a huit enfants. Il est membre de la Chambre des représentants du Kentucky de 1800 à 1804.
Il est inhumé au Battle Run Cemetery dans le comté de Fleming.
Un village du Kentucky (Finley), a été nommé en son honneur.